# Wody powierzchniowe we Wrocławiu

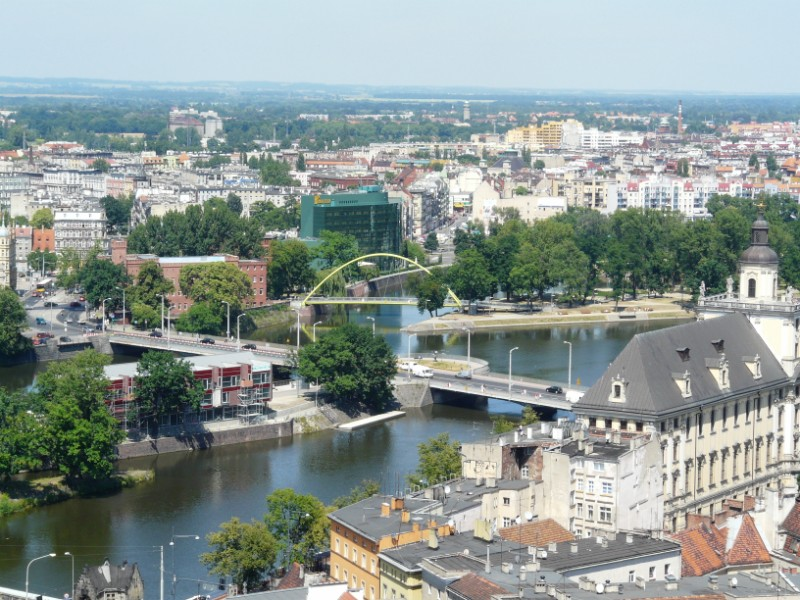
Śródmiejski Węzeł Wodny

Wody powierzchniowe we Wrocławiu obejmują śródlądowe wody powierzchniowe, w tym przede wszystkim liczne cieki wodne (rzeki, ich ramiona boczne, mniejsze cieki, sztuczne cieki wodne w tym kanały wodne i melioracyjne), które stanowią podstawę tzw. Wrocławskiego Węzła Wodnego, oraz inne wody powierzchniowe tj. starorzecza, stawy, gliniaki i osadniki, znajdujące się w granicach administracyjnych miasta Wrocław. Wody powierzchniowe zajmują około 9,6 km², co daje w przybliżeniu 3% powierzchni miasta. Nie ma we Wrocławiu dużych powierzchniowo wód stojących takich jak jeziora czy duże zbiorniki wodne.

## Cieki wodne
Cieki wodne we Wrocławiu obejmują rzeki i ich ramiona boczne, kanały wodne, oraz mniejsze cieki jak strugi, potoki, a także cieki o charakterze melioracyjnym.

### Rzeki
Obszar miasta Wrocławia znajduje się w całości w zlewni rzeki Odry (zlewnia I rzędu). Rzeki, które stanowią dla Odry dopływy I rzędu, tj. Oława, Ślęza, Bystrzyca, Średzka Woda, Cicha Woda, Widawa; tworzą one zlewnie II rzędu. Ponadto Wrocław należy do szeregu zlewni III, IV i V rzędu mniejszych cieków i dopływów wyższego rzędu dla rzeki Odry.
Największą rzeką przepływającą przez Wrocław jest rzeka Odra, która wraz z licznymi ramionami bocznymi i wybudowanymi w ramach wielkich inwestycji hydrotechnicznych prowadzonych w mieście kanałami wodnymi, stanowi podstawę Wrocławskiego Węzła Wodnego. Wrocław leży nad skanalizowanym odcinkiem tej rzeki, co oznacza, że na całej długości Odry we Wrocławiu poziom wody pozostaje w zasięgu oddziaływania określonego dla danego odcinka stopnia wodnego. Oprócz Odry przez Wrocław przepływają i mają swoje ujście do Odry mniejsze rzeki: Oława, Ślęza, Bystrzyca i Widawa. Z dopływów Odry II rzędu należy wymienić rzekę Dobra, dla której recypientem jest Widawa.

### Mniejsze cieki
We Wrocławiu znajduje się również sieć mniejszych cieków wodnych. Część z nich w całości przepływa przez Wrocław, a część swoje źródła ma poza miastem. Poza naturalnymi ciekami, część to cieki o charakterze melioracyjnym. Niektóre z tych cieków zasilają niewielkie zbiorniki wodne, np. struga Leśna zasila stawy w Leśnicy, Piskorna zasila Jezioro Leśne w Lesie Strachocińskim, Brochówka staw w Parku Brochowskim i inne.
Wśród takich cieków można znaleźć cenne ekologicznie oraz interesujące pod względem architektury krajobrazu i układu cieków. Takim przykładem jest układ wodny w Parku Brochowskim na strudze Brochówka z licznymi kanałami, stawem parkowym, niewielkimi wyspami i kładkami spacerowymi.

### Kanały wodne
Kanały wodne stanowią dużą grupę cieków wodnych we Wrocławiu. Największe z nich to kanały odrzańskie. Wśród kanałów Odry można wyróżnić kanały żeglugowe i kanały przeciwpowodziowe. Na pozostałych, mniejszych ciekach występują kanały ulgi oraz kanały służące niegdyś celom energetycznym (lokalizacji siłowni wodnych, przede wszystkim młynów wodnych i elektrowni wodnych), obecnie niemal nie wykorzystywane lub pozostające w zaniku. Wśród kanałów wodnych we Wrocławiu należy również wymienić w obszarze Starego Miasta pozostałą do dziś Fosę Miejską, pełniącą niegdyś przede wszystkim funkcję obronną.

### Baseny portowe, zatoki
Odra we Wrocławiu jest śródlądową drogą wodną, stanowiącą fragment Odrzańskiej Drogi Wodnej, będącej częścią europejskiej drogi wodnej E–30. Rozbudowana infrastruktura związana z żeglugą obejmuje stocznie i porty. Niektóre z tych obiektów posiadają własne wydzielone baseny portowe. Do takich obiektów należą między innymi: Wrocławska Stocznia Rzeczna, Port Miejski, Port Kozanów, Port Ujście Oławy, Zatoka Gondoli, Przystań Zatoka, Zimowisko Osobowice i inne. Oprócz basenów portowych istnieje też grupa niezagospodarowanych przemysłowo zatok.

## Zbiorniki wodne
W 1976 roku we Wrocławiu istniało 326 zbiorników wodnych, takich jak starorzecza, stawy oraz glinianki, a w 1996 roku już tylko 211.

### Starorzecza

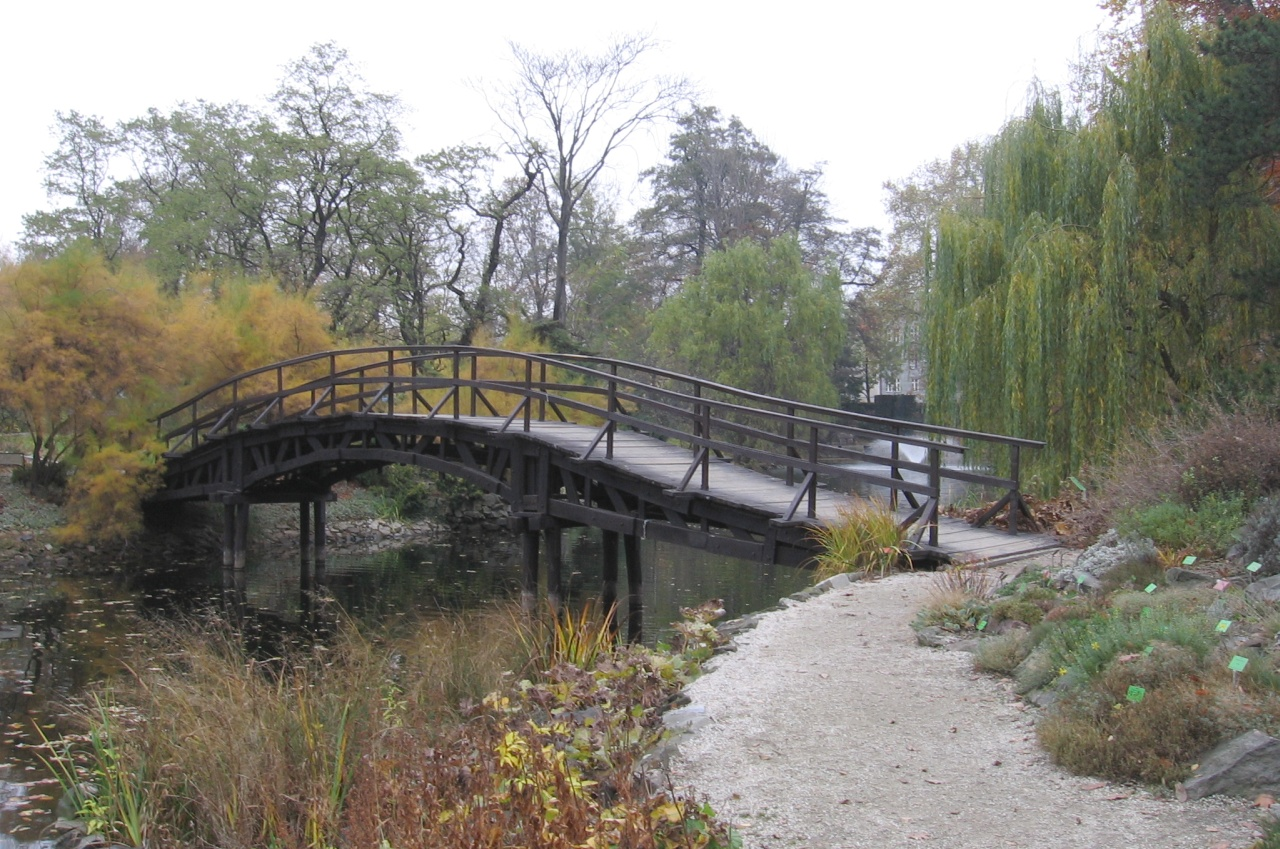
fragment starorzecza w Ogrodzie Botanicznym

Przez cały okres historii miasta prowadzone były liczne inwestycje hydrotechniczne, polegające między innymi na przebudowie istniejącego układu koryt rzecznych i budowie kanałów wodnych, w szczególności rzeki Odry. Również i same rzeki w sposób naturalny we wcześniejszych okresach zmieniały swój bieg. Efektem tych inwestycji jest także powstanie na terenie miasta starorzeczy, które do dziś przetrwały w zakresie szczątkowym, często w formie niewielkich stawów i oczek wodnych.
Wśród śladów starorzeczy odrzańskich, które przetrwały do czasów współczesnych można wymienić:
- Czarną Wodę – ciek między osiedlami Zalesie i Zacisze, oraz w rejonie osiedla Swojczyce, pozostałość po jednym z ramion Odry
- staw w Parku Stanisława Tołpy[2]
- staw w Ogrodzie Botanicznym[2]
- staw w Parku Szczytnickim – w Ogrodzie Japońskim[2]
- użytek ekologiczny "Łacha Farna" na Janówku[1][2][4][9][10][11], powierzchnia zbiornika 1,8 ha[1]
- użytek ekologiczny na terenie Janówka obejmujący dwa zbiorniki, w tym jeden o charakterze starorzecza, łączna powierzchnia zbiorników 2,26 ha[1][2]
- użytek ekologiczny na terenie Nowej Karczmy[1][2]
- starorzecze Odry na Kozanowie[2]
- starorzecze Odry na Wyspie Opatowickiej[2]
- Staw Swojczycki[12].

Również dawne koryta mniejszych cieków, pozostawiły po sobie ślad w postaci licznych starorzeczy, np. Bystrzyca i Widawa. Szczególnie dolina rzeki Bystrzyca, zwłaszcza w obrębie Parku Krajobrazowego Dolina Bystrzycy, obfituje w starorzecza tej rzeki.

### Stawy, glinianki, osadniki

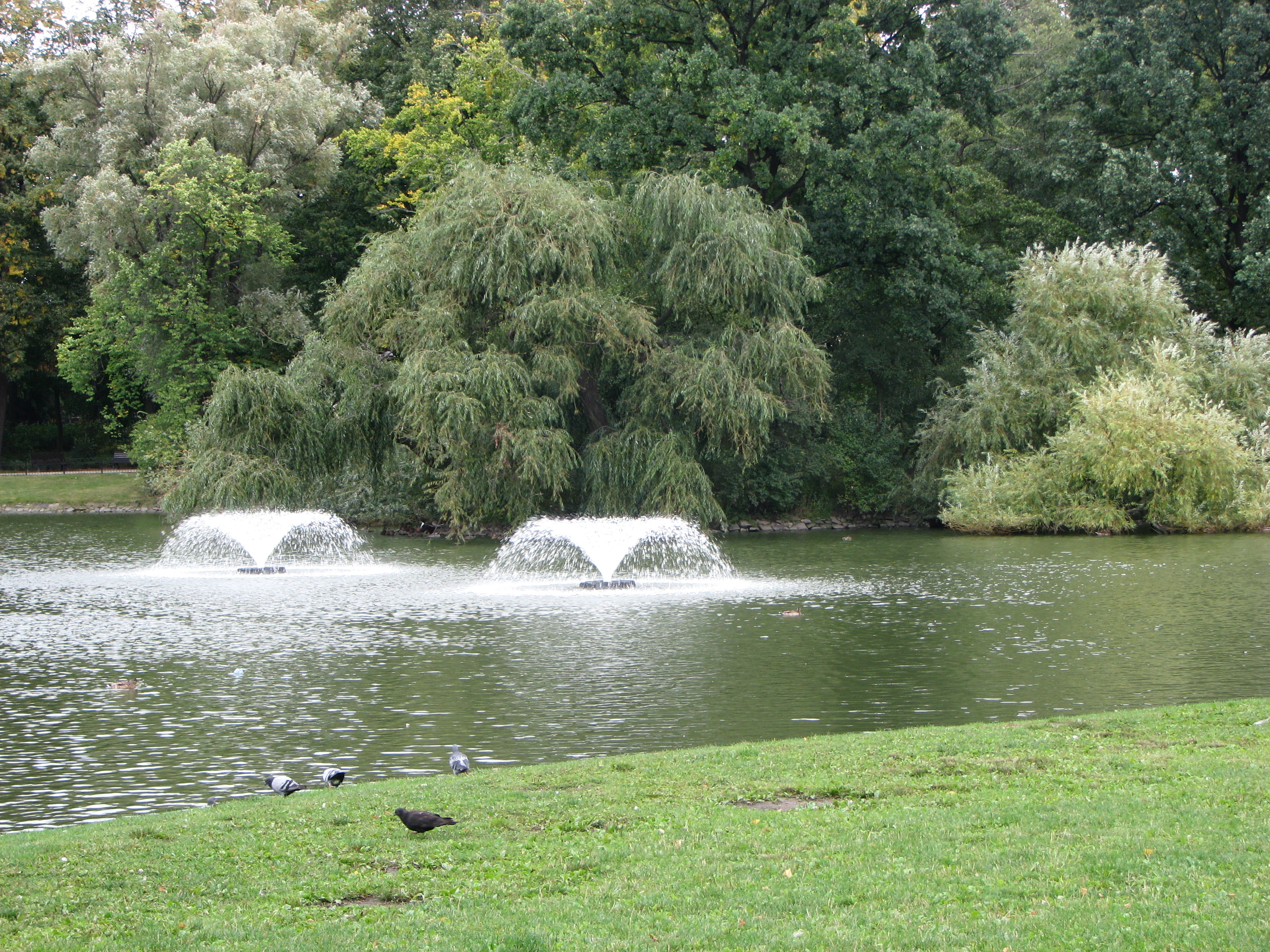
staw w Parku Południowym

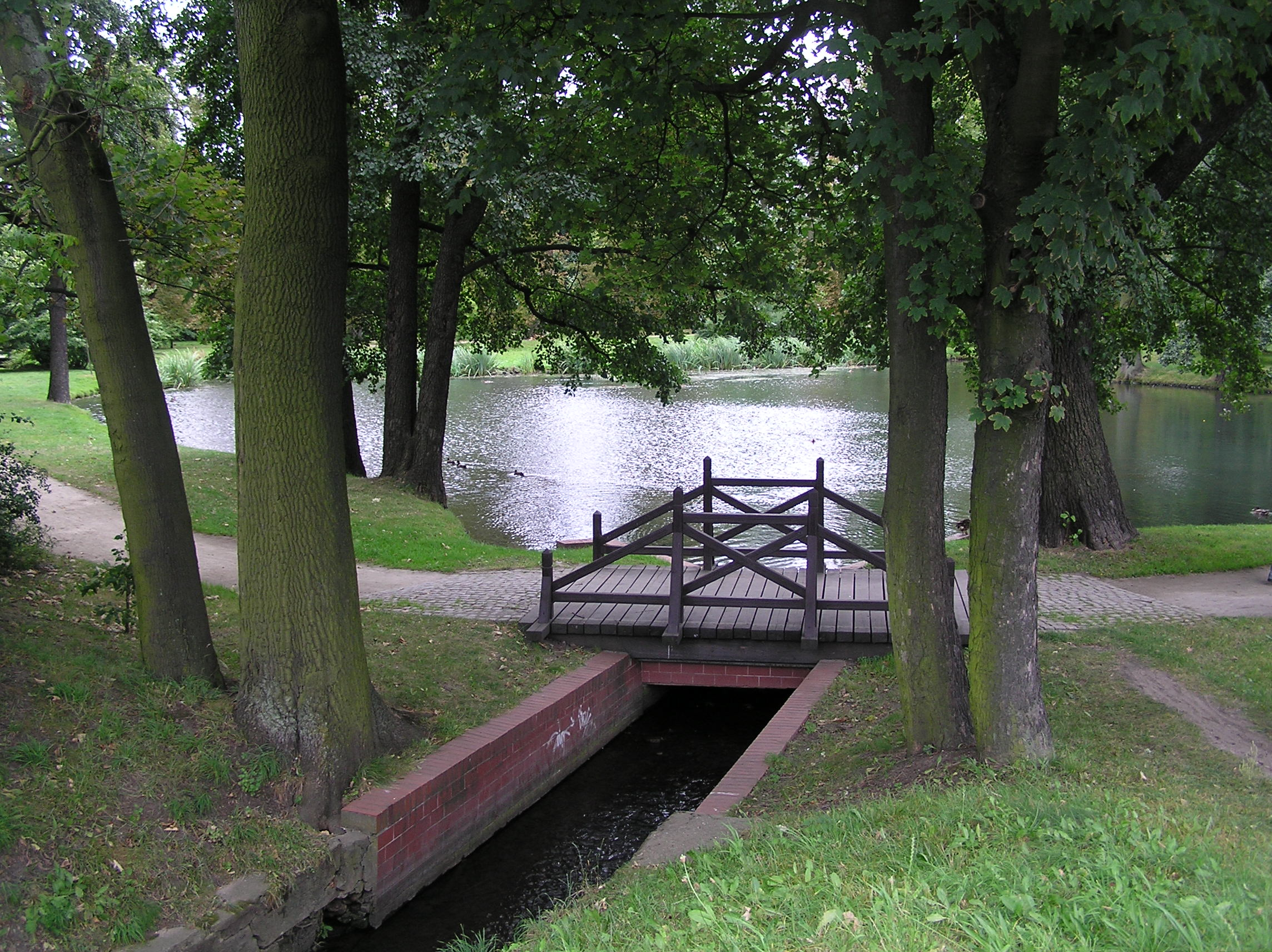
staw w Parku Brochowskim (Brochówka)

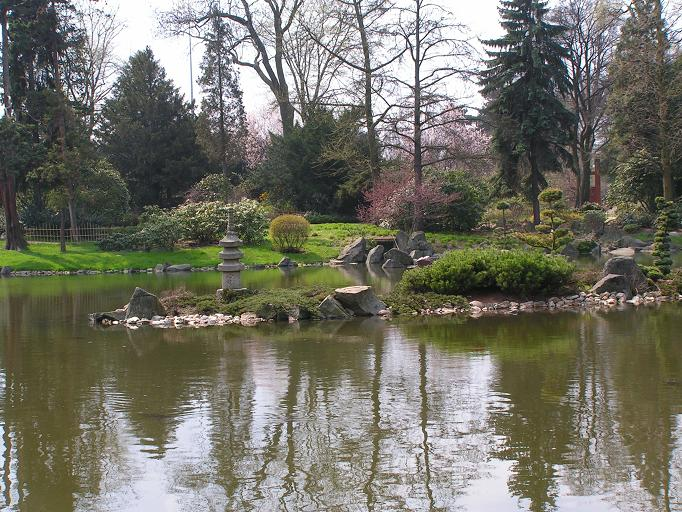
Ogród Japoński

Jak wyżej wymieniono nie ma we Wrocławiu wód stojących o dużej powierzchni. Poza starorzeczami, istnieją tylko niewielkie stosunkowo stawy oraz dość liczne glinianki jako pozostałość po eksploatacji złóż glin do produkcji ceramiki, głównie budowlanej. W grupie wód stojących należy także wymienić istniejące osadniki poprzemysłowe oraz osadniki na polach irygacyjnych miasta oraz zbiorniki na terenach wodonośnych Wrocławia w dolinie Odry i Oławy.
Wśród stawów i innych niewielkich zbiorników wodnych wymienić można między innymi:
- kąpielisko – Morskie Oko
- staw w Parku Południowym
- staw w Parku Wschodnim
- staw w Parku Brochowskim[c]
- stawy w Ogrodzie Zoologicznym
- stawy w Leśnicy[d]
- stawy na Swojczycach
- stawy w Parku Złotnickim
- stawy w Parku Leśnickim[e]
- stawy w Parku Sołtysowickim
- Staw Pawłowicki
- staw na terenie Stacji Badawczo-Dydaktycznej Pawłowice Zakładu Doświadczalnego Uniwersytetu Przyrodniczego
- staw przy kąpielisku Oporów
- stawy w rejonie Pilczyc przy Ślęzy
- Staw Strachociński
- i inne.

Glinianki i żwirownie znajdują się:
- w rejonie osiedla Żerniki
- w rejonie osiedla Muchobór Wielki
- w rejonie osiedla Stabłowice
- w rejonie osiedla Swojczyce
- w rejonie osiedla Maślice Małe
- Kąpielisko Glinianki
- i inne.

Z odstojników i innych zbiorników wód gospodarczych wymienić można między innymi:
- osadniki na Sołtysowicach – Cukrownia Wrocław
- osadniki na Klecinie – Cukrownia Klecina (obecnie już zlikwidowane)
- odstojniki na polach irygacyjnych Osobowice – Rędzin
- stawy i kanały infiltracyjne na terenach wodonośnych Świątniki
- odstojnik na terenach wodonośnych Mokra
- zbiorniki MPWiK na Rakowcu
- i inne.

## Budowle
Duża ilość wód płynących w mieście wykreowała konieczność tworzenia przepraw w tym budowy licznych mostów.
Istnieją również liczne budowle z zakresu hydrotechniki zarówno na Odrze jak i mniejszych ciekach.